# Knockdown de genes
Em biologia molecular, o knockdown de genes (ou também knock-down de genes) é uma técnica da genética molecular por meio da qual um organismo é geneticamente modificado para que tenha uma expressão reduzida de um ou mais genes do seu genoma mediante a inserção na célula de pequenos fragmentos ou oligonucleótidos curtos de ADN ou ARN com uma sequência complementar de um gene ativo ou do seu transcrito de ARNm, e que são unidos por emparelhamento de bases com eles. Se a modificação genética for realizada com êxito, o resultado é aquilo a que se chama de "organismo knockdown". Se a mudança na expressão genética é causada pela união dum oligonucleótido ao ARNm ou por meio duma união temporária do gene alvo, isto dará lugar a uma variação temporária na expressão genética sem modificação do ADN cromossómico, o que se denominará  "knockdown transitorio".